# ليام ديفيز (لاعب اتحاد الرغبي)
ليام ديفيز (بالإنجليزية: Liam Davies)‏ هو لاعب اتحاد الرغبي بريطاني، ولد في 10 مايو 1986 في Carmarthenshire ‏ في المملكة المتحدة.

## وصلات خارجية
- ليام ديفيز عل موقع إسبنسكروم (الإنجليزية)
- ليام ديفيز على موقع ItsRugby.co.uk (الإنجليزية)